# Образцово народно читалище „Емануил Васкидович – 1886“
Образцово народно читалище „Емануил Васкидович – 1886“ е българско читалище в град Мелник.

## История
Основано е през 1886 година под името „Просвета“. Илия Даскалов обявява създаването му с представянето на пиесата „Многострадална Геновева“ от Лудвиг Тик. Помещава се в училището на града. Пръв председател е книжарят Темелко Хаджиянев. Читалищната библиотека започва да работи с около 1650 книги, получени от дарения и от пловдивското издателство „Христо Г. Данов“. През 1895 година читалището се премества в къщата на Атанас Бельов. По това време най-дейни читалищни членове са Илия Гулабчев и Вела Говедарова.